# Susan Anspach
Susan Anspach (New York, 23 novembre 1942 – Los Angeles, 2 aprile 2018) è stata un'attrice statunitense.

## Biografia
Nata e cresciuta nel quartiere newyorkese del Queens, Susan Anspach si diplomò alla William Cullen Bryant High School di Long Island City nel 1960. Successivamente si iscrisse alla facoltà di musica presso l'Università Cattolica d'America e, al suo secondo anno, passò alla facoltà di recitazione, recitando nel musical annuale All Systems Are Go.
Recitò in diversi spettacoli teatrali, sia a Broadway che nel circuito off-Broadway, tra i quali il dramma Uno sguardo dal ponte di Arthur Miller, rappresentato nella stagione 1965-1966 e interpretato anche da Robert Duvall, Jon Voight e Dustin Hoffman. Fu la protagonista femminile del musical rock Hair ed ebbe il suo primo ruolo cinematografico di rilievo nel film Cinque pezzi facili (1970), accanto a Jack Nicholson e Karen Black. All'epoca, il critico Vincent Canby del New York Times la definì "una delle attrici più affascinanti e talentuose d'America".
Anspach fu originariamente scelta per il ruolo della cantante country Barbara Jean nel film Nashville (1975), ma per esigenze di budget fu sostituita da Ronee Blakley. Nella sua carriera cinematografica, recitò in 19 lungometraggi, fra i quali Provaci ancora, Sam (1972), in cui interpretò la moglie divorziata di Woody Allen, e la commedia sexy Montenegro tango o perle e porci (1981). Girò inoltre otto film per la televisione e fu protagonista di numerose serie, fra cui Yellow Rose (1983-1984) e The Slap Maxwell Story (1987-1988), con Dabney Coleman.
Ebbe una figlia, Catherine Goddard (nata il 15 ottobre 1968) dall'attore Steve Curry, suo partner in Hair. Nel 1970 ebbe un altro figlio, Caleb, che lei sostenne essere nato da una relazione con l'attore Jack Nicholson. Nello stesso anno sposò il collega Mark Goddard, da cui divorziò nel 1978.
Morì per insufficienza cardiaca il 2 aprile 2018, all'età di 75 anni, a Los Angeles, in California.

## Filmografia

### Cinema
- Il padrone di casa (The Landlord), regia di Hal Ashby (1970)
- Cinque pezzi facili (Five Easy Pieces), regia di Bob Rafelson (1970)
- Provaci ancora, Sam (Play It Again, Sam), regia di Herbert Ross (1972)
- Una pazza storia d'amore (Blume in Love), regia di Paul Mazursky (1973)
- Moses Wine detective (The Big Fix), regia di Jeremy Kagan (1978)
- Running - Il vincitore (Running), regia di Steven Hilliard Stern (1979)
- Il diavolo e Max (The Devil and Max Devlin), regia di Steven Hilliard Stern (1981)
- A tutto gas (Gas), regia di Les Rose (1981)
- Montenegro tango o perle e porci (Montenegro), regia di Dušan Makavejev (1981)
- L'ultimo sole d'estate (Misunderstood), regia di Jerry Schatzberg (1984)
- Blue Monkey, regia di William Fruet (1987)
- Heaven and Earth, regia di Ulli Lommel (1987)
- Passione mortale (Into the Fire), regia di Graeme Campbell (1988)
- The Rutanga Tapes, regia di David Lister (1989)
- Legami di sangue (Blood Red), regia di Peter Masterson (1989)
- Back to Back, regia di John Kincade (1989)
- Candle Smoke, regia di Jin Ishimoto - cortometraggio (1998)
- American Primitive, regia di Gwen Wynne (2009)
- Inversion, regia di Nikolai Müllerschön (2010)

### Televisione
- La parola alla difesa (The Defenders) - serie TV, 1 episodio (1965)
- The Patty Duke Show - serie TV, 2 episodi (1965)
- The Nurses - serie TV, 2 episodi (1964-1965)
- The Journey of the Fifth Horse - film TV (1966)
- Al banco della difesa (Judd for the Defense) - serie TV, 1 episodio (1969)
- Love Story - serie TV, 1 episodio (1973)
- For the Use of the Hall - film TV (1975)
- McMillan e signora (McMillan & Wife) - serie TV, 1 episodio (1976)
- I Want to Keep My Baby! - film TV (1976)
- The Secret Life of John Chapman - film TV (1976)
- Rosetti and Ryan - serie TV, 1 episodio (1977)
- Mad Bull - film TV (1977)
- The Last Giraffe - film TV (1979)
- Visions - serie TV, 1 episodio (1980)
- Portrait of an Escort - film TV (1980)
- Per la prima volta (The First Time) - film TV (1982)
- Deadly Encounter - film TV (1982)
- Yellow Rose - serie TV, 9 episodi (1983)
- Gone Are the Dayes - film TV (1984)
- Space - miniserie TV, 5 episodi (1985)
- I viaggiatori delle tenebre (The Hitchhiker) - serie TV, 1 episodio (1986)
- The Slap Maxwell Story - serie TV, 10 episodi (1987-1988)
- Il cane di papà (Empty Nest) - serie TV, 1 episodio (1989)
- La signora in giallo (Murder, She Wrote) - serie TV, episodio 6x06 (1989)
- Cagney & Lacey: The Return - film TV (1994)
- Ballando alla luna di settembre (Dancing at the Harvest Moon), regia di Bobby Roth - film TV (2002)